# 하니시나군

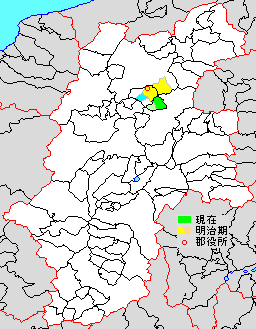
나가노현 하니시나군의 위치

하니시나군(일본어: 埴科郡, はにしなぐん)은 일본 나가노현의 군이다.
인구 12,971명, 면적 53.64km², 인구밀도 242명/km².(2025년 7월 1일, 추계인구)
이하 1정으로 구성된다
- 사카키정(坂城町)

## 군역
1879년 행정 구역으로 발족할 당시의 군역은 위의 1정 외에 아래의 구역에 해당한다.
- 나가노시의 일부
- 지쿠마시의 일부

## 역사

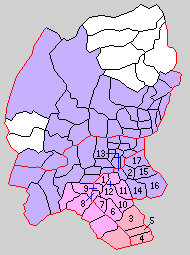
1.야시로정 2.마쓰시로정 3.사카키촌 4.미나미조촌 5.나카노조촌 6.도구라촌 7.고카촌 8.하뉴촌 9.구이세케촌 10.모리촌 11.구라시나촌 12.아메노미야가타촌 13.기요노촌 14.니시조촌 15.히가시조촌 16.도요사카촌 17.데라오촌 (보라:나가노시 분홍:지쿠마시 빨강:사카키정)

- 1889년 4월 1일 - 정촌제 시행으로, 아래의 정촌이 발족. 따로 표기한 경우 외는 현 지쿠마시.(2정 15촌)
  - 야시로정(屋代町)
  - 마쓰시로정(松代町): 현 나가노시
  - 사카키촌(坂城村), 미나미조촌(南条村), 나카노조촌(中之条村): 현 사카키정
  - 도구라촌(戸倉村), 고카촌(五加村), 하뉴촌(埴生村), 구이세케촌(杭瀬下村), 모리촌(森村), 구라시나촌(倉科村), 아메노미야가타촌(雨宮県村)
  - 기요노촌(清野村), 니시조촌(西条村), 히가시조촌(東条村), 도요사카촌(豊栄村), 데라오촌(寺尾村): 현 나가노시
- 1904년 7월 12일 - 사카키촌이 정제 시행으로 사카키정(坂城町)이 됨.(3정 14촌)
- 1940년 4월 17일 - 도구라촌이 정제 시행으로 도구라정(戸倉町)이 됨.(4정 13촌)
- 1948년 3월 1일 - 하뉴촌이 정제 시행으로 하뉴정(埴生町)이 됨.(5정 12촌)
- 1951년
  - 4월 3일 - 마쓰시로정·기요노촌·히가시조촌이 합병하여, 새로이 마쓰시로정이 발족.(5정 10촌)
  - 10월 1일 - 마쓰시로정이 사라시나군 시노노이정의 일부를 편입.
- 1954년 10월 1일 - 하뉴정·구이세케촌이 합병하여, 새로이 하뉴정이 발족.(5정 9촌)
- 1955년
  - 4월 1일(5정 3촌)
    - 사카키정·나카노조촌·미나미조촌이 합병하여, 새로이 사카키정이 발족.
    - 마쓰시로정·도요사카촌·데라오촌이 사라시나군 니시테라오촌과 합병하여, 새로이 마쓰시로정이 발족.
    - 도구라정이 사라시나군 사라시나촌과 합병하여, 새로이 도구라정이 발족.
    - 야시로정·아메노미야가타촌·모리촌이 합병하여, 하니시나야시로정(埴科屋代町)이 발족.

  - 6월 1일 - 하니시나야시로정이 개칭하여 야시로정(屋代町)이 됨.
  - 7월 1일 - 고카촌의 일부가 하뉴정에 편입. 잔여부는 도구라정과 합병하여, 새로이 도구라정이 발족.(5정 2촌)
- 1956년 9월 30일(5정)
  - 니시조촌이 마쓰시로정에 편입.
  - 구라시나촌이 야시로정에 편입.
- 1957년 8월 1일 - 마쓰시로정의 일부가 사라시나군 시노노이정에 편입.
- 1959년 6월 1일 - 야시로정·하뉴정이 사라시나군 이나리야마정·야와타촌과 합병하여 고쇼쿠시(更埴市)가 발족, 군에서 이탈.(3정)
- 1960년 4월 1일 - 사카키정이 사라시나군 무라카미촌을 편입.
- 1966년 10월 16일 - 마쓰시로정이 나가노시·시노노이시·사라시나군  가와나카지마정·신코촌·고호쿠촌·가미타카이군 와카호정·가미미노치군 나니아이촌과 합병하여, 새로이 나가노시(長野市)가 발족, 군에서 이탈.(2정)
- 2003년 9월 1일 - 도구라정이 고쇼쿠시·사라시나군 가미야마다정과 합병하여 지쿠마시(千曲市)가 발족, 군에서 이탈.(1정)